# Lybiidae
Famille
Les Lybiidae sont une famille d'oiseaux constituée de sept genres et d'une quarantaine d'espèces de barbicans et barbions, petits oiseaux africains de l'ordre des Piciformes, apparentés aux toucans (famille des Ramphastidae).

## Liste alphabétique des genres
D'après la classification de référence du Congrès ornithologique international (version 14.1, 2024) :
- Trachyphonus Ranzani, 1821 (6 espèces)
- Cryptolybia Clancey, 1979 (1 espèce)
- Gymnobucco Bonaparte, 1850 (4 espèces)
- Stactolaema C. H. T. Marshall et G. F. L. Marshall, 1870 (4 espèces)
- Pogoniulus Lafresnaye, 1842 (9 espèces)
- Buccanodon G. R. Gray, 1855 (1 espèce)
- Tricholaema J. Verreaux et E. Verreaux, 1855 (6 espèces)
- Lybius Hermann, 1783 (7 espèces)
- Pogonornis Billberg, 1828 (5 espèces)

## Liste des espèces
D'après la classification de référence du Congrès ornithologique international (version 5.1, 2015) :

## Publication originale
- (en) Charles G. Sibley et Jon E. Ahlquist, « The phylogeny and classification of the Australo-Papuan Passerine birds », Emu, Melbourne, CSIRO Publishing (d), inconnu, Royal Australasian Ornithologists Union et Taylor & Francis, vol. 85, no 1,‎ mars 1985, p. 1-14 (ISSN 0158-4197 et 1448-5540, OCLC 1567848, DOI 10.1071/MU9850001, lire en ligne).